# Vimina virginis
Vimina virginis – gatunek kosarza z podrzędu Laniatores i rodziny Agoristenidae. Jedyny znany przedstawiciel monotypowego rodzaju Vimina.

## Występowanie
Gatunek wykazany z Wenezueli.